# Trịnh Đình Thạch
Trịnh Đình Thạch (sinh năm 1965) là một tướng lĩnh trong Quân đội nhân dân Việt Nam, hàm Trung tướng, hiện là Bí thư Đảng ủy, Chính ủy Quân khu 5.

## Thân thế và binh nghiệp
Ông sinh ngày 10 tháng 9 năm 1965
Ngày vào đảng: 20/11/1986
Ông quê ở xã Tịnh Bắc, huyện Sơn Tịnh, Quảng Ngãi
Trước năm 2012, ông là Phó Chỉ huy trưởng kiêm Tham mưu trưởng Bộ chỉ huy quân sự tỉnh Quảng Ngãi.
Năm 2012, ông được bổ nhiệm giữ chức Chỉ huy trưởng Bộ chỉ huy quân sự tỉnh Quảng Ngãi.
Năm 2014, ông được bổ nhiệm giữ Phó Tham mưu trưởng Quân khu 5.
Tháng 3 năm 2015, ông được bổ nhiệm giữ Phó Chính ủy Quân khu 5,
Tháng 1 năm 2016, ông được thăng quân hàm Thiếu tướng.
Tháng 6 năm 2019, ông được bổ nhiệm giữ Bí thư Đảng ủy, Chính ủy Quân khu 5.
Tháng 12 năm 2019, ông được thăng hàm Trung tướng.